# Horeca
De horeca is de bedrijfstak die alle eet- en drinkgelegenheden en logiesverstrekkende bedrijven omvat. Het woord horeca is een lettergreepwoord, gevormd uit de woorden hotel, restaurant en café. Deze term wordt vooral gebruikt in de Benelux en Zwitserland. In Engelstalige gebieden wordt de term ook wel beschouwd als afkorting voor 'Hotels, Restaurants en Catering'.